# لاري ويليس
لاري ويليس (بالإنجليزية: Larry Willis)‏ هو عازف بيانو أمريكي، ولد في 20 ديسمبر 1940 في نيويورك في الولايات المتحدة.

## وصلات خارجية
- لاري ويليس على موقع ميوزك برينز (الإنجليزية)
- لاري ويليس على موقع أول ميوزيك (الإنجليزية)
- لاري ويليس على موقع ديسكوغز (الإنجليزية)